# TNA One Night only: Mumbai
TNA One Night Only: Mumbai era el nombre de una gira cancelada de Total Nonstop Action (TNA) en Mumbai, India en diciembre de 2015. Esta constaría de grabaciones de los episodios correspondientes a diciembre de Impact! y concluiría con un evento One Night Only en vivo el viernes 4 de diciembre. 
Este tour se planeó para compensar la cancelación del Especial One Night Only: Battle of New Orleans

## Historia
el día 31 de julio de 2015, las redes sociales de Total Nonstop Action (TNA) y Sony Six anunciaron la gira por mumbai para los días 2, 3 y 4 de diciembre de 2015 como parte del acuerdo entre la compañía y la cadena de televisión. esta contemplaría la grabación de varios episodios de IMPACT, luchas para su programa Xplosion!, luchas para los especiales  One Night Only así como la transmisión en vivo del especial TNA One Night Only: Mumbai.
Esta gira contaría además con la búsqueda de nuevos talentos para la compañía a cargo de The Great Khali y John Gaburick.

## Cancelación del Tour
el 26 de noviembre, distintos medios como PWInsider comenzaron a difundir que la gira estaría siendo pospuesta por la compañía debido a problemas de logística y de seguridad hacia su talento, y que esto no tendría que ver con la baja cantidad de tickets vendidos para el show. argumentando que la compañía habría enviado un correo electrónico a sus luchadores explicando el cambio de planes, ya que el roster estaba programado para viajar a Mumbai el fin de semana haciendo una escala en París.
Finalmente, y aunque la compañía nunca hizo un anuncio oficial de la cancelación dicho tour, finalmente el tour no se realizó, y la empresa optó por transmitir las luchas previamente grabadas del torneo TNA World Title Series.